# Grisén
Grisén település Spanyolországban,  Zaragoza tartományban. Grisén Alagón, Bárboles, Pedrola és Figueruelas községekkel határos. Lakosainak száma 632 fő (2024).

## Népesség
A település népessége az utóbbi években az alábbiak szerint változott:
| Lakosok száma | 485  | 477  | 468  | 549  | 603  | 636  | 625  | 589  | 623  | 632  |
|               | 2001 | 2004 | 2007 | 2009 | 2012 | 2014 | 2017 | 2019 | 2022 | 2024 |